# Marge Redmond
Marjorie Redmond, detta Marge (Cleveland, 14 dicembre 1924 – 10 febbraio 2020), è stata un'attrice statunitense.

## Biografia
Fu la prima moglie di Jack Weston, ricordata in particolare per aver interpretato Sister Jacqueline nella sitcom della ABC The Flying Nun, andata in onda dal 1967 al 1970.

## Filmografia parziale

### Cinema
- Il grande peccato (Sanctuary), regia di Tony Richardson (1961)
- Guai con gli angeli (The Trouble with Angels), regia di Ida Lupino (1966)
- Non per soldi... ma per denaro (The Fortune Cookie), regia di Billy Wilder (1966)
- Adam at Six A.M., regia di Robert Scheerer (1970)
- E Johnny prese il fucile (Johnny Got His Gun), regia di Dalton Trumbo (1971)
- Complotto di famiglia (Family Plot), regia di Alfred Hitchcock (1976)
- Misterioso omicidio a Manhattan (Manhattan Murder Mystery), regia di Woody Allen (1993)

### Televisione
- Johnny Staccato – serie TV, episodio 1x14 (1959)
- Hennesey – serie TV, 3 episodi (1960-1961)
- Pete and Gladys – serie TV, episodio 2x10 (1961)
- Ben Casey – serie TV, episodio 1x15 (1962)
- Io e i miei tre figli (My Three Sons) – serie TV, episodio 3x21 (1963)
- Ai confini della realtà (The Twilight Zone) – serie TV, episodio 4x18 (1963)
- Il virginiano (The Virginian) – serie TV, episodi 2x08-4x12 (1963-1965)
- I mostri (The Munsters) – serie TV, episodio 2x07 (1965)
- La doppia vita di Henry Phyfe (The Double Life of Henry Phyfe) – serie TV, 4 episodi (1966)
- Le spie (I Spy) – serie TV, episodio 2x06 (1966)
- The Flying Nun – serie TV, 81 episodi (1967-1970)
- Matlock – serie TV, 5 episodi (1991-1992)